# La Tour de la terreur (film, 1941)
Pour les articles homonymes, voir La Tour de la terreur et Tower of Terror (homonymie).
Pour plus de détails, voir Fiche technique et Distribution.
La Tour de la terreur (titre original : Tower of Terror) est un film d'espionnage britannique réalisé en 1941 par Lawrence Huntington et mettant en vedette Wilfrid Lawson, Michael Rennie et Movita,. Il a été réalisé aux studios Welwyn (en) avec un tournage sur Flat Holm au large de la côte galloise.

## Synopsis
Durant la Seconde Guerre mondiale, Anthony Hale, agent secret britannique infiltré en Allemagne qui prend un emploi comme assistant au gardien du phare Wolfe Kristan et prévoit de retourner en Angleterre avec des papiers précieux. Le plan est pour lui d'être repris par un bateau britannique. Il rencontre et se lie d'amitié avec Marie, qui s'est enfuie d'un camp de concentration. Elle avait tenté d'échapper à la capture par la police locale en sautant dans la mer, mais a été sauvée et emmenée au phare par le dérangé Kristan, qui voit en elle l'image de Marthe, sa femme qu'il a tué 16 ans plus tôt et enterré dans le sous-sol du phare. Après plusieurs rencontres violentes avec Kristan, Hale et Marie parviennent à se frayer un chemin jusqu'à la plage où ils montent à bord du bateau britannique. Le phare est détruit par des tirs d'un destroyer Germam dont le capitaine avait été alerté par le signal de Hale à son navire de sauvetage. Kristan, prostré de douleur sur sa femme dont il a ouvert la tombe, est tué lors du bombardement.

## Distribution
- Wilfrid Lawson : Wolfe Kristan
- Michael Rennie : Anthony Hale
- Movita : Marie Durand
- Morland Graham : Capitainerie Kleber
- George Woodbridge : Gruppenführer Rudolf Jurgens
- Charles Rolfe : Albers
- Richard George : capitaine du navire Borkmann
- H Victor Weske : Peters, assistant phare démissionnant
- Olive Sloane : fleuriste
- Eric Clavering : Riemers
- John Longden : commandant
- Edward Sinclair : Fletcher, le contact de Hale
- Bob Cameron : sergent militaire
- Davina Craig
- Noel Dainton